# Mekarsari (Cibatu)
Mekarsari is een bestuurslaag in het regentschap Garut van de provincie West-Java, Indonesië. Mekarsari telt 6482 inwoners (volkstelling 2010).